# Filbyterna
Filbyterna Speedway är en speedwayklubb i Linköping.
Filbyterna fanns med redan när svenska speedwayserien startade 1948 och blev seriens första segrare. Två år senare blev laget åter svenska mästare. Hemmabana de första åren var motorstadion i Ryd. Sedan 1978 kör man på Linköpings Motorstadion i Sviestad. Mellan 1951 och 1957 tävlade femdubble världsmästaren Ove Fundin för klubben.
1959 lades klubbens elitserielag ned och man fick börja om i division II. Därefter har klubben ständigt befunnit sig i de lägre divisionerna. Säsongen 2018 hoppas man nu att man kan starta upp elitverksamhet igen i allsvenskan.

## Meriter
- SM-guld: 1948, 1950